# Operação Carros de Gideão
Em 4 de maio de 2025, o gabinete de segurança de Israel aprovou um plano para expandir sua ofensiva militar na Faixa de Gaza. Com o codinome Operação Carros de Gideão, ou Operação Carruagens de Gideão (em hebraico: מבצע מרכבות גדעון), as Forças de Defesa de Israel visam derrotar o Hamas, destruir suas capacidades militares e de governança, e tomar o controle de toda a Faixa de Gaza. A operação envolve forças militares combinadas por terra, ar e mar. Em 16 de maio, Israel anunciou o lançamento da operação.

## Histórico
A operação foi aprovada em meio aos confrontos contínuos com o Hamas, à manutenção de reféns israelenses em Gaza e à necessidade de prevenir a ameaça contínua à segurança das comunidades israelenses ao redor de Gaza. A operação foi desenvolvida pelo Chefe do Estado-Maior das Forças de Defesa de Israel (IDF) e pelos escalões superiores de comando das IDF, sendo aprovada pelo Ministro da Defesa e pelo Primeiro-Ministro. Ela foi aprovada por unanimidade pelo Gabinete de Segurança de Israel em 4 de maio de 2025. A operação recebeu o nome do guerreiro bíblico Gideão, que liderou uma batalha bem-sucedida contra os midianitas.

### Plano
Os principais objetivos da "Operação Carruagens de Gideão" são duplos — destruir completamente a infraestrutura militar e administrativa do Hamas, de modo que a organização não possa mais exercer qualquer influência em Gaza, e resgatar os reféns israelenses mantidos em Gaza desde o ataque do Hamas em 7 de outubro de 2023. Autoridades israelenses afirmaram que a destruição do Hamas é o objetivo principal desta operação, mais do que a libertação dos reféns. A operação inclui um reforço significativo das forças das IDF, manobras terrestres em profundidade dentro da Faixa de Gaza e o uso de equipamentos pesados para neutralizar dispositivos explosivos e destruir edifícios que, segundo as IDF, são usados como infraestrutura terrorista. Em 19 de maio, o primeiro-ministro israelense Benjamin Netanyahu declarou que Israel planeja "assumir o controle de toda a Faixa de Gaza".

## Ofensiva
Na noite de 16 para 17 de maio, as Forças de Defesa de Israel (IDF) iniciaram um avanço terrestre em direção a Deir al-Balah pela primeira vez durante a guerra.
Em 18 de maio, Israel afirmou ter atingido mais de 670 "alvos do Hamas" em uma onda de ataques aéreos preliminares na Faixa de Gaza, matando mais de 400 pessoas e ferindo outras 1.000.
Em 19 de maio, as forças israelenses mataram pelo menos 136 pessoas e fecharam o último hospital em funcionamento no norte de Gaza. Israel também atacou o armazém de suprimentos médicos do Hospital Nasser em Khan Yunis, danificando os suprimentos médicos fornecidos pela organização Medical Aid for Palestinians. Israel ordenou que todos os residentes de Khan Yunis se deslocassem para al-Mawasi, com o porta-voz das IDF, Avichay Adraee, declarando toda a área como "uma zona de combate perigosa".
Em 20 de maio, pelo menos 49 pessoas foram mortas em ataques noturnos.
Em 21 de maio, as forças israelenses mataram pelo menos 82 pessoas. O Hospital Al-Awda foi bombardeado pelas forças israelenses.